# Hirtella thouarsiana
Hirtella thouarsiana là một loài thực vật có hoa trong họ Cám. Loài này được Baill. ex Laness. mô tả khoa học đầu tiên năm 1886.